# Fiat-Terni Tripoli
Fiat-Terni Tripoli (в некоторых источниках  Autoblinda FIAT Terni или FIAT Tipo Tripoli)  — итальянский лёгкий бронеавтомобиль 1920-х - 1930-х годов.

## История
Работы над новым лёгким бронеавтомобилем начались на металлургическом заводе Terni в конце Первой мировой войны. Было взято шасси грузовика Fiat 15Ter и на него установлен бронированный кузов состоявший из трех частей. Эти части имели оригинальную форму: передняя часть (моторный отсек) была в виде усечённого конуса, средняя (отделение управление и боевое отделение) имела цилиндрическое сечение и две боковые двери для экипажа, а третья, кормовая часть являлась транспортным отсеком. Бронеавтомобиль так же имел закрытую башню кругового вращения с пулемётом FIAT-Revelli mod.1914.
Первый опытный образец нового бронеавтомобиля был построен в конце 1918 года и поучаствовать в военных действиях уже не успел. Тем не менее, заказ на выпуск партии этих бронеавтомобилей был выдан и уже в 1919 году они поступили на вооружение Итальянской королевской армии. Бронеавтомобили этого типа были отправлены на службу в Ливию, которая являлась колонией Италии и где в это время развернулось партизанское исламское антиколониальное движение во главе с Омаром Мухтаром, которое итальянцы подавляли. 
О дальнейшей службе этих бронеавтомобилей дошло не так уж много сведений. Известно, что итальянцы использовали данные бронеавтомобили для обучения, но к середине 30-х некоторая часть из них пришла в негодность и была пущена на слом. Со вступлением Италии во Вторую мировую войну, оставшиеся в резерве бронеавтомобили этого типа использовались на начальных этапах Североафриканской кампании, хотя эти и без того немногочисленные машины окончательно устарели. По сохранившимся фото видно, что к этому времени оставшиеся на службе бронеавтомобили были модернизированы. В частности, были установлены новые шасси от грузовика Fiat-SPA 38R. Изменилось и вооружение. Вместо закрытой башни была установлена открытая барбетного типа с крупнокалиберным авиационным пулемётом Breda-SAFAT. Таким образом данный бронеавтомобиль мог использоваться как зенитное орудие против авиации. По крайней мере два таких бронеавтомобиля досталось в качестве трофея английским войскам в Северной Африки.